# یان بارتو
یان بارتو (چکی: Jan Bártů؛ زادهٔ ۱۶ ژانویهٔ ۱۹۵۵) ورزشکار پنج‌گانه مدرن اهل چکسلواکی بود.
وی در مسابقات کشوری و بین‌المللی در مجموع برندهٔ ۱ مدال نقره، ۱ مدال برنز شده‌است.